# Llista d'espècies de microstigmàtids
A continuació hi ha la llista d'espècies de microstigmàtids, família descrita per primera vegada per C. F. Roewer l'any 1942. La llista té la informació actualitzada fins al 29 d'agost de 2006.

## Gèneres i espècies

### Envia
Envia Ott & Höfer, 2003
- Envia garciai Ott & Höfer, 2003 (Brasil)

### Micromygale
Micromygale Platnick & Forster, 1982
- Micromygale diblemma Platnick & Forster, 1982 (Panamà)

### Microstigmata
Microstigmata Strand, 1932
- Microstigmata amatola Griswold, 1985 (Sud-àfrica)
- Microstigmata geophila (Hewitt, 1916) (Sud-àfrica)
- Microstigmata lawrencei Griswold, 1985 (Sud-àfrica)
- Microstigmata longipes (Lawrence, 1938) (Sud-àfrica)
- Microstigmata ukhahlamba Griswold, 1985 (Sud-àfrica)
- Microstigmata zuluensis (Lawrence, 1938) (Sud-àfrica)

### Ministigmata
Ministigmata Raven & Platnick, 1981
- Ministigmata minuta Raven & Platnick, 1981 (Brasil)

### Pseudonemesia
Pseudonemesia Caporiacco, 1955
- Pseudonemesia kochalkai Raven & Platnick, 1981 (Colòmbia)
- Pseudonemesia parva Caporiacco, 1955 (Veneçuela)

### Spelocteniza
Spelocteniza Gertsch, 1982
- Spelocteniza ashmolei Gertsch, 1982 (Ecuador)

### Xenonemesia
Xenonemesia Goloboff, 1989
- Xenonemesia platensis Goloboff, 1989 (Argentina, Uruguai)